# Beskid (przełęcz)
Beskid (556 m), Beskid Targanicki, Przełęcz Targanicka – przełęcz położona w Beskidzie Małym pomiędzy szczytami Małej Bukowej (641 m) i Capiej Górki. Znajduje się w grzbiecie tworzącym orograficznie prawe zbocza doliny Wielkiej Puszczy. Przez przełęcz przebiega asfaltowa droga, łącząca Wielką Puszczę (przysiółek Porąbki) z Brzezinką Górną i Targanicami.
Aleksy Siemionow podaje dla przełęczy nazwę Beskid Targanicki, na niektórych mapach ma błędną nazwę Beskid-Targanica, mapa Compassu podaje dwie nazwy: Przełęcz Targanicka i Beskid Targanicki, przewodnik turystyczny nazwę „Przełęcz Targanicka zwana też Beskidem”, mapa Geoportalu bazująca na państwowym rejestrze nazw geograficznych podaje nazwę Beskid.
Przez przełęcz biegnie granica między wsiami Kocierz Rychwałdzki w województwie śląskim (stok południowo-zachodni) i Brzezinką w województwie małopolskim (stok północno-wschodni), dział wodny między rzekami Soła i Skawa i zielony szlak turystyczny. W rejonie przełęczy dołącza do niego żółty szlak z Targanic, który tutaj kończy swój bieg.
Szlaki turystyczne
 Porąbka – Bukowski Groń – Trzonka – Przełęcz Bukowska – Porębski Groń – Mała Bukowa – Przełęcz Targanicka – Capia Górka – Kaprówka – Przełęcz Cygańska – Góra Cygańska – Przełęcz Kocierska. Czas przejścia: 4:10 h, ↓ 3:40 h
 Targanice – Złota Góra – Porębski Groń – Przełęcz Targanicka. Czas przejścia: 1:45 h, ↓ 1:05 h